# 아빠니까 괜찮아
《아빠니까 괜찮아》는 MBN에서 방영되었던 MBN 특집드라마이다.

## 기획 의도
'젊은 치매'에 걸린 주인공 프로그램

## 등장 인물
- 안내상
- 전미선
- 권해성
- 박아인
- 박다안 : 선미 역
- 다니